# Jeronim Gelineo
Jeronim Gelineo, hrvatski kulturni djelatnik u Bosni i Hercegovini. Po zanimanju učitelj.
Visoko carsko i kraljevsko zajedničko ministarstvo imenovalo je 1903. svršenoga učiteljskog pripravnika pomoćnim učiteljem narodne osnovne škole u Nevesinju. Od tad je živio i radio u ovom gradiću. Do listopada 1906. godine imenovan je za mjesnog povjerenika Hrvatskog kulturnog društva Napredak. U izvješću godišnjaka HKD Napredak za godinu 1909. stoji da je povjerenik Gelineo uspio prikupiti šest članova, tj. utemeljitelja i pet članova, te prihod od 131,67 kruna. Na dužnosti povjerenika naslijedio ga je Nikola Precca.
U Nevesinju je 16. svibnja 1911. osnovana Hrvatska čitaonica u Nevesinju, čiji su osnivači bili župnik don Marijan Kelava, Gašpar Precca, Matan Perković, dr. Ilija Badovinac, Nikola Precca, te Jeronim Gelineo.  Hrvatska čitaonica čiji je suosnivač, bila je važno kulturno mjesto Hrvata, u sklopu koje je djelovao Tamburaški zbor, povjereništvo Matice hrvatske Nevesinje i aktivna je bila knjižnica s 92 sveska.